# Zastava (Słowenia)
Zastava – wieś w Słowenii, w gminie Črnomelj. W 2018 roku liczyła 12 mieszkańców.